# Christina Ama Ata Aidoo
Christina Ama Ata Aidoo   (Abeadzi Kyiakor, 23 de març de 1942 - Accra, 31 de maig de 2023), més coneguda com a Ama Ata Aidoo, va ser una política i escriptora ghanesa en llengua anglesa. Va ser ministra d'Educació de Ghana durant el mandat de Jerry Rawlings. En les seves peces teatrals planteja els problemes de la dona africana en les societats neocolonials. L'any 2000 va establir la Fundació Mbaasem per promocionar la tasca d'escriptores africanes.
Ha escrit les obres teatrals The Dilemma of a Ghost (1965) i Anowa (1970), les novel·les Our Sister Killjoy or Reflections of a Black-Eyed Squint (1977) i Changes (1991) i els reculls de poemes Someone Talking to Sometime (1986) i Birds and Other Poems (1991). El 1992 va guanyar el Premi d'Escriptors de la Commonwealth.